# Dispensaire Reine Astrid
Le dispensaire Reine Astrid est un établissement médical commandité pour lutter contre la tuberculose situé en Belgique, en Wallonie Picarde et également dans la Province de Hainaut, à Mouscron. Il a été réalisé par l’architecte mouscronnois Marcel Hocepied entre 1937 et 1938 et est de style du Mouvement moderne et Art déco.

## Localisation
Le dispensaire Reine Astrid se situe en Belgique, 27 rue du Couvent à Mouscron (à deux kilomètres de la région flamande et à 700 mètres de la frontière française). L'édifice, situé au cœur de la commune dans le quartier du Tuquet, a été construit dans un contexte peu dense, dégagé, sur un terrain isolé, avoisinant le couvent affecté aujourd'hui à l'Institut Jeanne d'Arc.

## Histoire

### Le dispensaire prophylactique
Les dispensaires sont à la base de la lutte antituberculeuse. Une des tâches du dispensaire a pour objet le dépistage et la prophylaxie de la tuberculose. Les dispensaires procèdent à des examens au sein de leurs locaux mais aussi au sein de collectivités, usines, écoles, grâce à des installations transportables de radioscopie ou de radiophotographie. Cette méthode permet de dépister précocement les malades. Le dispensaire ne se charge pas du traitement des malades qui reste confié à leur médecin habituel. 
Il a aussi dans ses attributions de faciliter le placement des malades, des enfants dans les établissements (sanatorium et le préventorium). Il peut, grâce à ses infirmières se charger des enquêtes, des démarches nécessaires à cette fin.

### Commande
Entre 1880 et 1920, trois associations créées en Belgique pour lutter contre la tuberculose se chargent des gestions financières des sanatoriums, les dispensaires et la prise en charge des enfants dont les parents sont atteints par la maladie. En 1930, l'Œuvre nationale belge de défense contre la tuberculose apparaît et épaule les associations existantes. Un premier dispensaire prophylactique voit le jour à Mouscron au début des années 1930 dans un bâtiment existant. 
En 1931 commence l'élaboration du projet de construction d’un bâtiment dédié dans son intégralité à cette Œuvre. Le projet se concrétise grâce au don financier et au don de terrain de l’entreprise de textile Motte, dirigée par monsieur Carette. Le financement est permis par des journées de charité auprès de la population locale et par des subsides de l'état. 
En 1937-1938, le dispensaire Reine Astrid est bâti sous la direction de l’architecte Marcel Hocepied. Son nom rend hommage à la reine des Belges Astrid de Suède, morte le 29 août 1935.

### Chronologie
Historique de chantier des interventions successives :
- 12 mars 1937 : autorisation de bâtir ;
- 1938 : les travaux finis, le dispensaire ouvre ses portes à la population ;
- 1950 : le dispensaire accueille des familles jusqu'à la découverte du traitement antibiotique et jusqu'à la disparition des sanatoriums ;
- 1er janvier 1973 : le dispensaire est repris par la Province de Hainaut ;
- 2 avril 1986 : le Centre Hospitalier de Mouscron (« Économat des Œuvres Catholiques de Mouscron ») achète le dispensaire à l'Œuvre Nationale Belge de la Défense contre la Tuberculose et les maladies respiratoires. Le bâtiment devient un lieu pour établir des consultations de médecine du travail et du logement pour des médecins de garde ;
- 2004 : travaux de rénovation et d'aménagements spécifiques effectués par le Centre Hospitalier de Mouscron pour installer un centre de d'auto-dialyse au rez-de-chaussée et accueillir huit patients simultanément ;
- juillet 2010 : installation de la Croix-Rouge de Belgique pour organiser des formations et des dons de sang ;
- novembre 2020 : rachat du Dispensaire au Centre Hospitalier de Mouscron par les Restos du cœur ;
- de novembre 2020 à aujourd'hui : projet d'une maison médicale au profit des plus démunis. Futurs travaux de rénovation et d'aménagement spécifiques[3].

## Architecture

### Composition de l'édifice
Le bâtiment a été conçu dans l’esprit moderniste avec une touche d’Art déco propre à cette époque de l'entre-deux-guerres belge. La typologie est propre à la ligue contre la tuberculose au niveau du territoire belge. Le bâtiment est inspiré de l'architecture hollandaise des années 1930. Le bâtiment présente un volume cubique à toiture plate terminée par un acrotère et une corniche en bois, l'avant-corps est animé par les deux travées fortement verticales. La partie centrale de la façade avant se démarque par les deux portes d'entrée et la partie droite par un avant-corps comprenant la circulation verticale.
Le bâtiment comporte des caves pour la chaufferie, un rez-de-chaussée attribué aux services et aux consultations, un étage partiel pour un appartement de service et pour des locaux de réunion des infirmières et de l'œuvre locale. Le rez-de-chaussée suit un schéma plutôt symétrique comprenant une partie gauche réservée aux adultes l'aile droite étant dévolue aux enfants.

### Construction, matériaux, structure
La structure portante est en béton. Le sens de portée du bâtiment, dans sa longueur, se répartit en quatre parties. La façade et tout le revêtement extérieur se décrivent par un langage expressionniste de brique hollandaise rouge avec un appareillage en chaîne. Les joints verticaux sont plus profonds que les horizontaux. La façade se compose d’un panneau en céramique vert et rouge orné d’une croix de Lorraine, symbole international de la lutte contre la tuberculose, et d'une pierre taillée provenant de Mouscron reprenant le nom du dispensaire. Cette céramique se retrouve aussi dans l’encadrement des portes d'entrée (vert uniquement). Les portes et les ouvertures de la façade avant conservent la menuiserie initiale, la plupart des autres fenêtres ont été modifiées par du PVC ou par du méranti. La toiture est plate et en zinc.
À l'intérieur, les matériaux (pavements en granito, carrelages, carreaux de faïence, tablettes en marbre, plinthes lisses et arrondies) ont été choisis de manière à obtenir le meilleur résultat par l'aspect et la durée. Les matériaux sont lisses pour faciliter le nettoyage et l’hygiène.

### Espace intérieur
Le dispensaire Reine Astrid, dans sa version originale, avait un plan assez symétrique. La seule différence en façade à rue est la circulation verticale distribuant l’étage qui se démarque par un avant-corps à droite du bâtiment.
Le bâtiment présente deux entrées identiques. L'une d'elles, réservée aux adultes, comprend WC, débarras et donne un accès au poste médical ainsi qu'à la salle d'attente, réservées aux adultes ; la seconde partie, identique, est réservée aux enfants. S'ensuit l'espace médical qui comprend un sas avec les infirmières de services, les cabines de déshabillage, le cabinet de consultation et d'insufflation ainsi que deux chambres de repos. L'étage est un appartement d'appoint pour le médecin comprenant une salle à manger, une cuisine, deux chambres et une salle de bain,.

## Valeurs patrimoniales
Raisons justifiant la sélection en tant que bâtiment de valeur remarquable et universelle

### Appréciation technique
L'ancien dispensaire Reine Astrid, commandé par l'Œuvre nationale belge contre la tuberculose est l'une des typologies type de ces dispensaires des années 1930. La volumétrie du dispensaire permet d'identifier la fonction première du bâtiment sans pour autant le connaître avec précision. Cette typologie marque bien son appartenance d’une manière évidente à une construction reprenant une fonction particulière et essentielle à un moment donné dans l’histoire de la Belgique et est donc une trace du passé importante.

### Appréciation sociale
Construit afin de remplir la fonction de dispensaire prophylactique, il est devenu par la suite un espace médical et social (propriété du Centre Hospitalier de Mouscron, Croix-Rouge Belge, Restos du Cœur et futur centre médical social). Ces différentes fonctions accentuent la symbolique du bâtiment. Les décennies passent mais la fonction initiale de ce bâtiment perdure. De plus, c’est un des derniers bâtiments qui a toujours une Croix de Lorraine. Le dispensaire Reine Astrid est un témoin privilégié du passé.

### Appréciation artistique et esthétique
Le dispensaire Reine Astrid mérite une certaine intention architecturale de par son homogénéité et sa cohérence volumétrique. Le bâtiment possède une grande qualité d'exécution et de composition, témoin de cette architecture Art déco d'entre-deux guerres. L’architecture reste conventionnelle, représentative de l’architecture de l’époque. Ce même style se retrouve chez d'autres architectes, tels que Joseph Moutschen. Le style architectural est lui aussi similaire dans d’autres infrastructures de la région.

### Arguments justifiant le statut canonique (local, national, international)
L'aspect esthétique de la façade, composée d'un revêtement en brique rouge, style conventionnel dans l’architecture de la région. Elle s'inspire de l’architecture hollandaise. Son architecture est éclectique, reliant le mouvement moderne du mouvement Art déco. L'évaluation du bâtiment en tant qu'édifice de référence dans l'histoire de l'architecture est en relation avec des édifices comparables. Le dispensaire Reine Astrid a une typologie architecturale qui se relie avec d’autres dispensaires belges comme les dispensaires prophylactique de Wandre et de Seraing, construits par l’architecte Joseph Moutschen. Le dispensaire de La Louvière lui est extrêmement ressemblant, s'organisant de la même manière selon une parfaite symétrie.